# 삥룽 회의
삥룽 회의(-會議, 버마어: ပင်လုံညီလာခံ)는 1947년 2월 버마 샨주 삥룽에서 샨족, 카친족, 친족 소수민족 지도자들과 버마 독립운동가인 아웅산 사이에 열린 역사적인 회의였다. 버마의 모든 지도자들은 만장일치로 버마 연합에 가입하기로 결정했다. 의제에는 영국으로부터의 독립을 위한 단합된 투쟁과 통일된 독립 공화국으로서의 독립 이후 버마의 미래가 있었다.

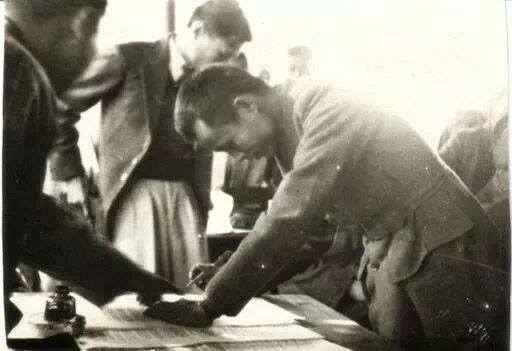
삥룽 조약에 서명하는 아웅 산 장군